# لورين يغاردا
لورين يغاردا (بالإنجليزية: Loren Legarda) (و. 1960 – م) هي صحفية، ومراسلة ميدانية، ومذيعة، وعارضة أزياء، وناشِط من الفلبين ولدت في مالابون.

## روابط خارجية
- لورين يغاردا على موقع IMDb (الإنجليزية)
- لورين يغاردا على موقع قاعدة بيانات الفيلم (الإنجليزية)